# Claudio Casanova
Claudio Maurizio Casanova (Cornigliano Ligure, 21 ottobre 1895 – Genova, 20 aprile 1916) è stato un calciatore italiano, di ruolo difensore.

## Biografia
Era conosciuto anche come Casanova II per distinguerlo dal fratello maggiore Giuseppe, portiere della Libertas Cornigliano. Con il Genoa vinse lo scudetto nella stagione 1914-1915. Morì a Genova il 20 aprile 1916, a causa delle ferite riportate nella grande guerra, combattendo sul Fronte Carsico, come appartenente alla Brigata Granatieri di Sardegna.

## Carriera

### Club
Abile terzino destro, dopo esser cresciuto nella Libertas Cornigliano, passò nella stagione 1912-1913 al Genoa, dove esordì il 30 marzo 1913 nella sfida pareggiata dai grifoni 1-1 contro il Casale. Divenne in breve la spalla ideale del capitano Renzo De Vecchi, il famoso figlio di Dio.
Con il grifone, dopo due secondi posti consecutivi nel 1912-1913 e 1913-1914, vinse il campionato 1914-1915, che fu assegnato solo al termine del conflitto.

### Nazionale
Nella sua breve carriera riuscì anche ad indossare la maglia azzurra dell'Italia nel 1914, vincendo fuori casa 1-0 contro la Svizzera.

## Statistiche

### Cronologia presenze e reti in Nazionale
| Cronologia completa delle presenze e delle reti in nazionale ― Italia | Cronologia completa delle presenze e delle reti in nazionale ― Italia | Cronologia completa delle presenze e delle reti in nazionale ― Italia | Cronologia completa delle presenze e delle reti in nazionale ― Italia | Cronologia completa delle presenze e delle reti in nazionale ― Italia | Cronologia completa delle presenze e delle reti in nazionale ― Italia | Cronologia completa delle presenze e delle reti in nazionale ― Italia | Cronologia completa delle presenze e delle reti in nazionale ― Italia |
| Data                                                                  | Città                                                                 | In casa                                                               | Risultato                                                             | Ospiti                                                                | Competizione                                                          | Reti                                                                  | Note                                                                  |
| --------------------------------------------------------------------- | --------------------------------------------------------------------- | --------------------------------------------------------------------- | --------------------------------------------------------------------- | --------------------------------------------------------------------- | --------------------------------------------------------------------- | --------------------------------------------------------------------- | --------------------------------------------------------------------- |
| 17/05/1914                                                            | Berna                                                                 | Svizzera                                                              | 0 – 1                                                                 | Italia                                                                | Amichevole                                                            | -                                                                     |                                                                       |
| Totale                                                                |                                                                       | Presenze                                                              | 1                                                                     |                                                                       | Reti                                                                  | 0                                                                     |                                                                       |

## Palmarès

### Club
- Campionato italiano: 1

Genoa: 1914-1915